# Haroon Ismail
Haroon Ismail (* 27. Februar 1955 in Harare) ist ein ehemaliger simbabwischer Tennisspieler.

## Karriere
Haroon Ismail trat ab 1978 bei hochklassigen Tennisturnieren auf internationaler Ebene an. Beim Hilton Head Challenger 1978 erreichte er im Einzel das Halbfinale, welches er gegen den späteren Turniersieger Ricardo Acuña in drei Sätzen verlor. Im Jahr 1980 erreichte er seine einzige Finalpartie auf der ATP Tour; das Finale von Hilversum verlor er gegen der Ungarn Balázs Taróczy, der dieses Turnier zum fünften Mal gewann. Zwei Wochen später erreichte er das Halbfinale des Challengers von Royan. 1982 gewann er in Nairobi seinen einzigen Challengertitel im Einzel. Später im selben Jahr verlor er die Finalrunde im belgischen Ostende gegen Libor Pimek; dies war sein letzter größerer Erfolg.
Neben seinen beiden Challengertiteln im Doppel, die er 1983 in Ogun und Benin City gewinnen konnte, erreichte er in seiner Karriere vier weitere Finalrunden in Doppelkonkurrenzen von Challengerturnieren. Auf der ATP Tour kam er nie in ein Doppelfinale.
Zwischen 1982 und 1988 spielte Ismail in zehn Begegnungen für die simbabwische Davis-Cup-Mannschaft. Er gewann 12 von 24 Matches, wobei seine Bilanz sowohl im Einzel als auch im Doppel ausgeglichen war.
Nach 1989 trat Ismail bei keinem hochklassigen Turnier mehr an.

## Erfolge

### Einzel

#### Turniersiege
| Nr. | Datum           | Turnier | Belag | Finalgegner | Ergebnis      |
| --- | --------------- | ------- | ----- | ----------- | ------------- |
| 1.  | 8. Februar 1982 | Nairobi | Sand  | Egan Adams  | 1:6, 6:1, 6:3 |

#### Finalteilnahmen
| Nr. | Datum         | Turnier   | Belag | Finalgegner    | Ergebnis      |
| --- | ------------- | --------- | ----- | -------------- | ------------- |
| 1.  | 21. Juli 1980 | Hilversum | Sand  | Balázs Taróczy | 3:6, 2:6, 1:6 |

### Doppel

#### Turniersiege
| Nr. | Datum             | Turnier    | Belag     | Partner        | Finalgegner                    | Ergebnis      |
| --- | ----------------- | ---------- | --------- | -------------- | ------------------------------ | ------------- |
| 1.  | 14. Februar 1983  | Ogun       | Hartplatz | Robin Drysdale | Hans-Peter Kandler Gerald Mild | 4:6, 7:6, 9:7 |
| 2.  | 21. November 1983 | Benin City | Hartplatz | Nduka Odizor   | Jacques Hervet Thierry Pham    | 7:6, 7:6      |